# Élections municipales de 2001 à Montpellier
 (signalé en août 2025).
Si vous disposez d'ouvrages ou d'articles de référence ou si vous connaissez des sites web de qualité traitant du thème abordé ici, merci de compléter l'article en donnant les références utiles à sa vérifiabilité et en les liant à la section « Notes et références ».
- Archive Wikiwix
- Bing
- Cairn
- DuckDuckGo
- E. Universalis
- Gallica
- Google
- G. Books
- G. News
- G. Scholar
- Persée
- Qwant
- (zh) Baidu
- (ru) Yandex
- (wd) trouver des œuvres sur Wikidata

Pour des articles plus généraux, voir Élections municipales françaises de 2001 et Élections municipales de 2001 dans l'Hérault.
Les élections municipales françaises de 2001 à Montpellier ont eu lieu les 11 et 18 mars 2001.

## Résultats
| Tête de liste            | Tête de liste            | Liste                    | Premier tour | Premier tour | Second tour | Second tour | Sièges |
| Tête de liste            | Tête de liste            | Liste                    | Voix         | %            | Voix        | %           | CM     |
| ------------------------ | ------------------------ | ------------------------ | ------------ | ------------ | ----------- | ----------- | ------ |
|                          | Georges Frêche*          | PS - PCF - PRG - MDC     | 22 836       | 38,76        | 33 028      | 56,34       | 48     |
|                          |                          |                          | 22 836       | 38,76        | 33 028      | 56,34       | 48     |
|                          | Jean-Louis Roumégas      | Verts                    | 7 391        | 12,54        | 33 028      | 56,34       | 48     |
|                          |                          |                          | 7 391        | 12,54        | 33 028      | 56,34       | 48     |
|                          | Olivier Dugrip           | RPR - UDF - DL           | 10 444       | 17,72        | 25 596      | 43,66       | 13     |
| Liste RPR UDF            |                          |                          | 10 444       | 17,72        | 25 596      | 43,66       | 13     |
|                          | Yves Loubatières         | RPR diss.                | 4 916        | 8,34         |             |             |        |
|                          |                          |                          | 4 916        | 8,34         |             |             |        |
|                          | Alain Jamet              | FN                       | 4 411        | 7,49         |             |             |        |
|                          |                          |                          | 4 411        | 7,49         |             |             |        |
|                          | Line Galissaires         | EXG                      | 2 763        | 4,69         |             |             |        |
| Liste 100 % à gauche     |                          |                          | 2 763        | 4,69         |             |             |        |
|                          | René Graverot            | MNR                      | 2 377        | 4,03         |             |             |        |
|                          |                          |                          | 2 377        | 4,03         |             |             |        |
|                          | Gérard Straumann         | ÉCO                      | 1 789        | 3,04         |             |             |        |
|                          |                          |                          | 1 789        | 3,04         |             |             |        |
|                          | Maurice Chaynes          | LO                       | 1 667        | 2,83         |             |             |        |
|                          |                          |                          | 1 667        | 2,83         |             |             |        |
|                          | Aranega                  | EXG                      | 330          | 0,56         |             |             |        |
|                          |                          |                          | 330          | 0,56         |             |             |        |
| Votes exprimés           | Votes exprimés           | Votes exprimés           | 58 924       | 96,09        | 58 624      | 93,16       |        |
| Votes blancs ou nul      | Votes blancs ou nul      | Votes blancs ou nul      | 2 399        | 3,91         | 4 304       | 6,84        |        |
| Total                    | Total                    | Total                    | 61 323       | 100          | 62 928      | 100         | 61     |
| Absentions               | Absentions               | Absentions               | 50 551       | 45,19        | 48 931      | 43,74       |        |
| Inscrits / participation | Inscrits / participation | Inscrits / participation | 111 874      | 54,81        | 111 859     | 56,26       |        |
| * Liste du maire sortant |                          |                          |              |              |             |             |        |